# Великобобрицька сільська рада
Вели́кобо́брицька сільська́ ра́да — колишній орган місцевого самоврядування у Краснопільському районі Сумської області. Адміністративний центр — село Великий Бобрик.

## Загальні відомості
- Населення ради: 2 062 особи (станом на 2001 рік)

## Населені пункти
Сільській раді були підпорядковані населені пункти:
- с. Великий Бобрик
- с. Івахнівка
- с-ще Кам'яне
- с. Малий Бобрик
- с. Юсупівка

## Склад ради
Рада складалася з 16 депутатів та голови.
- Голова ради: Степанов Володимир Володимирович
- Секретар ради: Панасенко Ольга Леонідівна

### Керівний склад попередніх скликань
| Прізвище, ім'я, по батькові      | Основні відомості                                                         | Дата обрання | Дата звільнення |
| -------------------------------- | ------------------------------------------------------------------------- | ------------ | --------------- |
| Дюкарєва Євгенія Єгорівна        | Сільський голова, 1962 року народження, позапартійна                      | 26.03.2006   | 31.10.2010      |
| Дюкарева Євгенія Єгорівна        | Сільський голова, 1962 року народження, освіта вища, позапартійна         | 31.10.2010   | 09.09.2012      |
| Степанов Володимир Володимирович | Сільський голова, 1961 року народження, освіта вища, член Партії регіонів | 09.09.2012   |                 |

Примітка: таблиця складена за даними сайту Верховної Ради України

### Депутати
За результатами місцевих виборів 2010 року депутатами ради стали:

#### За суб'єктами висування
| Суб'єкт висування                                       | Кількість обраних депутатів | %    |
| ------------------------------------------------------- | --------------------------- | ---- |
| Самовисування                                           | 12                          | 75   |
| Народна партія                                          | 2                           | 12,5 |
| Політична партія Всеукраїнське об'єднання «Батьківщина» | 2                           | 12,5 |

#### За округами
| № округу                                                | Прізвище, ім'я, по батькові       | Дата визнання обраним | Освіта  | Партійна приналежність                        | Відомості про обраного депутата                              |
| ------------------------------------------------------- | --------------------------------- | --------------------- | ------- | --------------------------------------------- | ------------------------------------------------------------ |
| Народна Партія                                          |                                   |                       |         |                                               |                                                              |
| 2                                                       | Швед Геннадій Анатолійович        | 04.11.2010            | вища    | член Народної партії                          | Великобобрицьке лісництво, помічник лісничого                |
| 16                                                      | Крикун Сергій Валерійович         | 04.11.2010            | вища    | член Народної партії                          | Великобобрицьке лісництво, інженер механік                   |
| Політична партія Всеукраїнське об'єднання «Батьківщина» |                                   |                       |         |                                               |                                                              |
| 8                                                       | Єременко Галина Іванівна          | 04.11.2010            | середня | член Всеукраїнського об'єднання «Батьківщина» | Малобобриька сільська бібліотека, бібліотекар                |
| 9                                                       | Велітченко Тетяна Анатоліївна     | 04.11.2010            | середня | член Всеукраїнського об'єднання «Батьківщина» | Великобобрицька філія «Ощадбанк», касир                      |
| Самовисування                                           |                                   |                       |         |                                               |                                                              |
| 1                                                       | Мовчан Зінаїда Олександрівна      | 04.11.2010            | середня | член Партії регіонів                          | СТОВ «Вікторія», диспетчер                                   |
| 3                                                       | Товстий Сергій Олександрович      | 04.11.2010            | вища    | позапартійний                                 | приватне підприємство                                        |
| 4                                                       | Коженко Валентина Дмитрівна       | 04.11.2010            | середня | член Партії регіонів                          | Великобобрицька сільська рада, секретар                      |
| 5                                                       | Лопотченко Геннадій Володимирович | 04.11.2010            | середня | член Партії регіонів                          | приватне підприємство                                        |
| 6                                                       | Дуброва Віра Олександрівна        | 04.11.2010            | середня | член Партії регіонів                          | тимчасово не працює                                          |
| 7                                                       | Середа Сергій Вікторович          | 04.11.2010            | вища    | позапартійний                                 | Великобобрицька загальноосвітня школа, оператор газов. прил. |
| 10                                                      | Панасенко Ольга Леонідівна        | 04.11.2010            | середня | член Партії регіонів                          | Великобобрицька сільська рада, технічний працівник           |
| 11                                                      | Лазаренко Сергій Іванович         | 04.11.2010            | вища    | член Партії регіонів                          | пенсіонер                                                    |
| 12                                                      | Степанова Світлана Валентинівна   | 04.11.2010            | вища    | член Партії регіонів                          | СТОВ «Вікторія», інспектор по кадрах                         |
| 13                                                      | Заводун Тетяна Іванівна           | 04.11.2010            | середня | член Партії регіонів                          | Великобобрицька загальноосвітня школа, завгосп               |
| 14                                                      | Дєдушев Олександр Миколайович     | 04.11.2010            | середня | позапартійний                                 | Гребениківська школа-інтернат, завгосп                       |
| 15                                                      | Вовк Надія Василівна              | 04.11.2010            | вища    | член Партії регіонів                          | СТОВ «Вікторія», головний зоотехнік                          |